# 中国棋院
中国棋院（ちゅうごくきいん、簡体字:中国棋院）は、中華人民共和国の中華全国体育総会の下部組織で、中国の棋類（棋牌）に分類されるボードゲームを管轄している団体。囲碁、シャンチー（象棋）、チェス（国際象棋）、連珠（五子棋）、ブリッジ（桥牌）、麻雀（麻将）などを実施。1992年に設立。プロやアマチュアの大会の開催、棋士の育成などを行っている。
各地方を統括するための同種の組織として、上海棋院、成都棋院などがある。

## 組織
国家体育総局の事業機関に位置づけられる。
初代院長には囲碁の名棋士である陳祖徳が就任。陳は健康上の理由から2003年に退任し、続いてやはり囲碁棋士で副院長であった王汝南、華以剛が院長を歴任、それぞれ60歳定年で退任、4代院長には国家体育総局棋牌運動センター主任の劉思明が就任。内部組織としては、囲棋部、象棋部、国際象棋部などがある。
歴代院長
1. 1992-2003 陳祖徳
2. 2003-2007 王汝南
3. 2007-2009 華以剛
4. 2009-2015 劉思明
5. 2015-2017 楊俊安（代理）
6. 2017-2018 羅超毅
7. 2018-  今   朱國平

各競技の棋士は、それぞれ中国囲棋協会、中国チェス協会、中国象棋協会、中国ブリッジ協会などに所属している。

## 棋士ランキング
1997年から、囲碁、チェス、シャンチー、ブリッジの棋士の成績に応じた点数制によるランキング「中国囲棋棋手排名」を制定し、毎年4月、8月、12月の3回発表している。2013年から発表が毎月になった。

## その他
- 中国囲棋協会では海外の棋院から短期留学を受け入れている。『ヒカルの碁』では日本の囲碁棋士が中国棋院の施設に滞在するエピソードがあり、レベルの高さが強調されている。
- 本部は北京の天壇公園のすぐ近くに位置しており、新館、旧館2つのビルからなる。旧館には日中友好の一環として日本の援助の元に建てられ、日本から輸入された建材が多く使われている。また、新館には対局室、貴賓用対局室、宿泊施設があり、2008年に大幅に改修された。
- 2年に一度、韓国棋院と持ち回りで世界囲碁選手権富士通杯の準々決勝の会場となっていた。